# Drosophila arauna
Drosophila arauna este o specie de muște din genul Drosophila, familia Drosophilidae, descrisă de Pavan și Nacrur în anul 1950. Conform Catalogue of Life specia Drosophila arauna nu are subspecii cunoscute.